# Clarisse Lévy-Kinsbourg
Pour les articles homonymes, voir Lévy et Kinsbourg.
 (juin 2025).
La mise en forme du texte ne suit pas les recommandations de Wikipédia : il faut le « wikifier ».
Les points d'amélioration suivants sont les cas les plus fréquents. Le détail des points à revoir est peut-être précisé sur la page de discussion.
- Les titres sont pré-formatés par le logiciel. Ils ne sont ni en capitales, ni en gras.
- Le texte ne doit pas être écrit en capitales (les noms de famille non plus), ni en gras, ni en italique, ni en « petit »…
- Le gras n'est utilisé que pour surligner le titre de l'article dans l'introduction, une seule fois.
- L'italique est rarement utilisé : mots en langue étrangère, titres d'œuvres, noms de bateaux, etc.
- Les citations ne sont pas en italique mais en corps de texte normal. Elles sont entourées par des guillemets français : « et ».
- Les listes à puces sont à éviter, des paragraphes rédigés étant largement préférés. Les tableaux sont à réserver à la présentation de données structurées (résultats, etc.).
- Les appels de note de bas de page (petits chiffres en exposant, introduits par l'outil «  Source ») sont à placer entre la fin de phrase et le point final[comme ça].
- Les liens internes (vers d'autres articles de Wikipédia) sont à choisir avec parcimonie. Créez des liens vers des articles approfondissant le sujet. Les termes génériques sans rapport avec le sujet sont à éviter, ainsi que les répétitions de liens vers un même terme.
- Les liens externes sont à placer uniquement dans une section « Liens externes », à la fin de l'article. Ces liens sont à choisir avec parcimonie suivant les règles définies. Si un lien sert de source à l'article, son insertion dans le texte est à faire par les notes de bas de page.
- La présentation des références doit suivre les conventions bibliographiques. Il est recommandé d'utiliser les modèles {{Ouvrage}}, {{Chapitre}}, {{Article}}, {{Lien web}} et/ou {{Bibliographie}}. Le mode d'édition visuel peut mettre en forme automatiquement les références.
- Insérer une infobox (cadre d'informations à droite) n'est pas obligatoire pour parachever la mise en page.

Pour une aide détaillée, merci de consulter Aide:Wikification.
Si vous pensez que ces points ont été résolus, vous pouvez retirer ce bandeau et améliorer la mise en forme d'un autre article.
 (mai 2025).
- Si vous ne connaissez pas le sujet, laissez ce bandeau (vous pouvez alors contacter les auteurs).
- Si vous supprimez le contenu mis en cause (vous pouvez préalablement contacter les auteurs),

argumentez précisément cette suppression dans la page de discussion
(un manque de référence n'est pas un argument ; une recherche réelle de référence doit avoir été effectuée, être formellement documentée).
Clarisse Lévy-Kinsbourg, née le 31 juillet 1896 à Saint-Maurice (Seine) et morte à Paris (14e) le 14 octobre 1959, est une sculptrice française de la période Art déco dont les œuvres sont en grande partie d'inspiration coloniale.

## Biographie
Clarisse Kinsbourg, fille d'Edmond Gintzburger dit Kinsbourg (1866-1940), marchand de chevaux, et de Rachel Grosmutts (1862-1925), naît le 31 juillet 1896 dans le Val-de-Marne, 23 allée de l'Asile à Saint-Maurice.
Le 30 juillet 1912, âgée de 16 ans, elle épouse à Paris Roger Lévy (1892-1980), un étudiant en droit âgé de 20 ans.
Elle entre à l'École des beaux-arts de Paris vers 1919 et est l'élève de Laurent Marqueste (1848-1920), prix de Rome, de Victor Ségoffin (1867-1925), chef de l'atelier de sculpture pour femmes à l'École des beaux-arts de Paris, Auguste Carli (1868-1930), second Prix de Rome, ainsi que de François Sicard (1862-1934), lauréat du Prix de Rome et membre de l'Académie des beaux-arts. Elle présente ses premières œuvres d'atelier au Salon des Artistes français tout au long des années 1920.
Son mari, conseiller juridique et fiscal de la Maison Van Cleef et administrateur de Sociétés coloniales, quitte le domicile conjugal en 1928. Clarisse conserve son atelier où le couple s'était installé quelques années auparavant dans le quartier Montparnasse, au 36 avenue de Châtillon (Paris 14e),. Le divorce entre les deux époux est prononcé le 15 mai 1929 par le tribunal de la Seine à la requête et au profit de Clarisse Lévy-Kinsbourg,.
Elle se passionne très tôt pour les arts exotiques qui sont dans l'air du temps, comme en témoignent les succès de l'Exposition coloniale de Marseille en 1922 et de l'Exposition coloniale internationale de Paris en 1931, et s'engage alors dans une carrière qui lui fait quitter régulièrement son atelier parisien pour se rendre dans les colonies et protectorats français grâce aux nombreuses bourses qui lui sont accordées par la Société coloniale des artistes français. Elle y puise son inspiration tant pour ses nus féminins, son thème de prédilection, que pour des scènes de femmes dans leur vie quotidienne. Elle expose régulièrement au Salon des artistes français et aux expositions de la Société coloniale des artistes français.
Après la seconde guerre mondiale, les tensions croissantes dans les pays d'outre-mer en quête d'indépendance entraîne un certain désintérêt du public pour l'art colonial. Clarisse Lévy-Kinsbourg maintient malgré tout ses séjours réguliers hors de la métropole et poursuit sa participation aux expositions de la Société des beaux-arts de la France d'outre-mer.
En 1950, elle quitte la Tunisie où elle a longtemps œuvré afin de poursuivre ses expositions à Paris et de préparer des voyages d'études vers de nouveaux horizons, en Égypte et en Suède.
Après quelques dernières participations aux expositions organisées par la Société des beaux-arts de la France d'outre-mer, Clarisse Kinsbourg s'éteint le 14 octobre 1959 à l'hôpital Broussais 96 rue Didot (Paris 14e) et est inhumée le 17 octobre 1959 dans le carré juif du cimetière du Montparnasse.

## Œuvre
La carrière artistique de Clarisse Lévy-Kinsbourg connaît deux grandes périodes.

### Années 1920

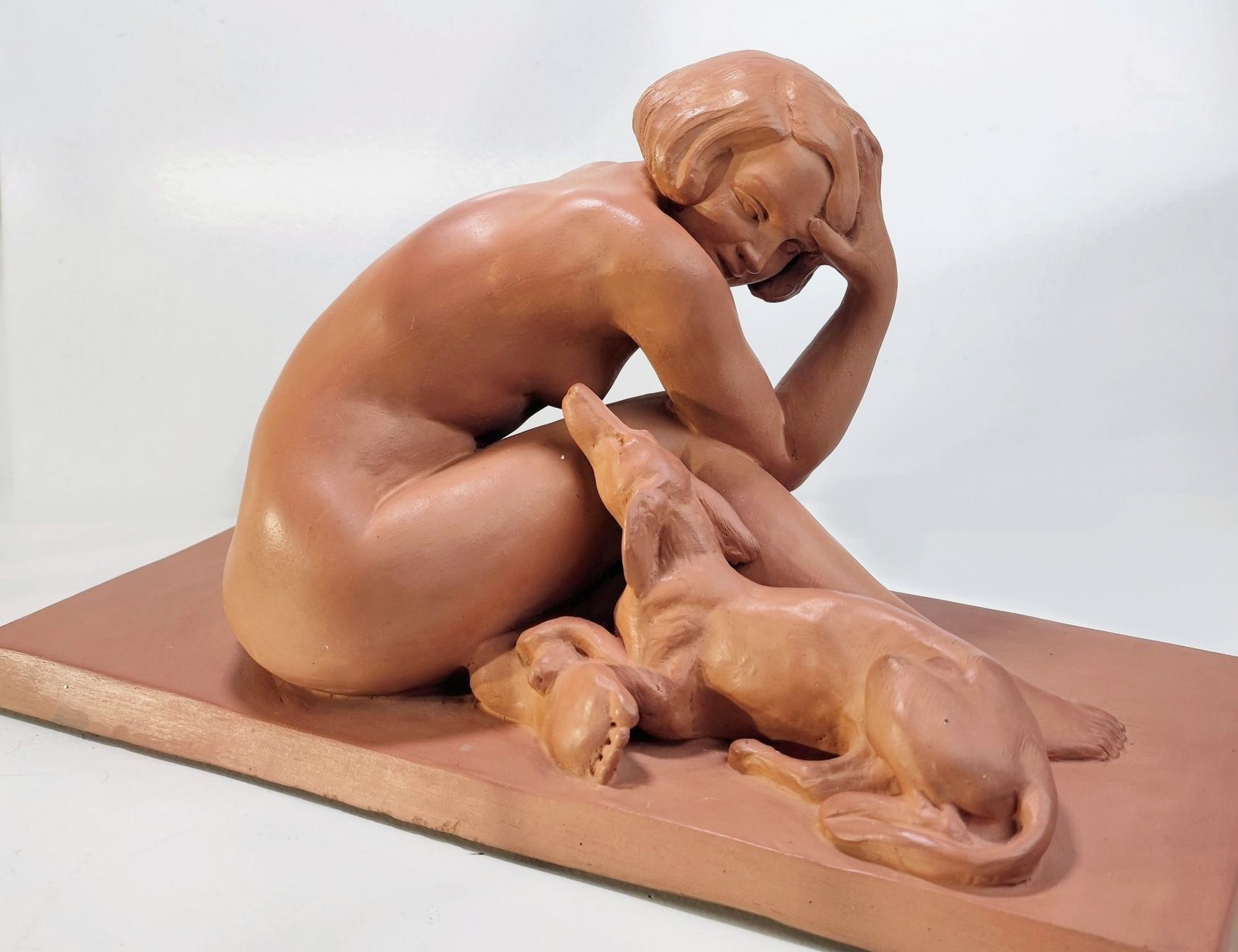
Nu féminin au lévrier, terre cuite vers 1930.

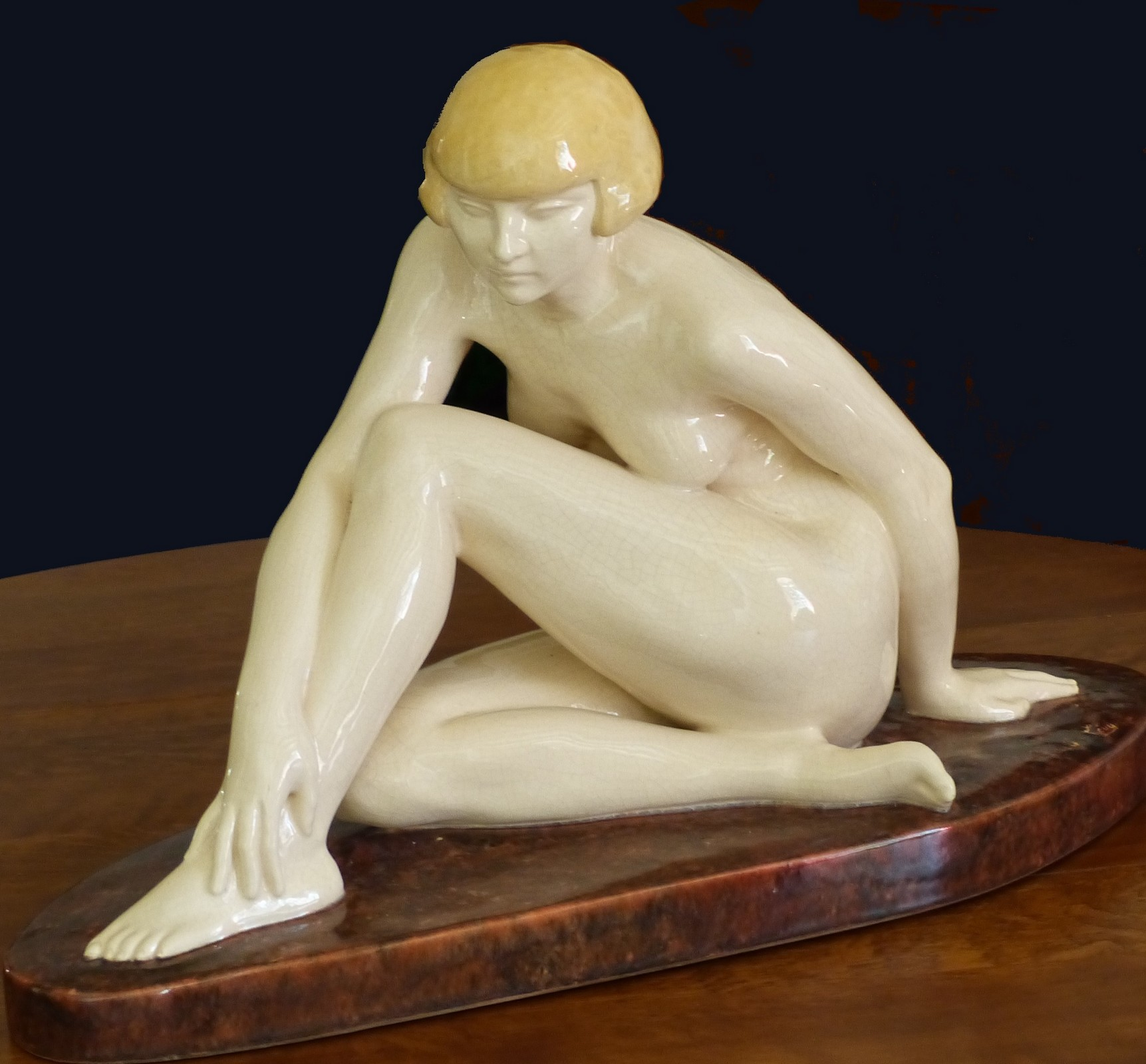
Nu féminin assis, céramique craquelée vers 1930.

Clarisse Lévy suit le cursus classique de formation à l'École des beaux-arts : études, poses d'atelier, plâtres. Soutenue par ses professeurs successifs elle présente ses premières œuvres d'atelier au Salon des Artistes français.
- 1920 : Tête de cariatide[13], ronde-bosse en pierre, copie d'après Pierre Puget[14].
- 1920 : une étude en plâtre patiné -Vieillard-[15].
- 1921 : une étude en plâtre -Pleureuse- (ou Femme pleurant sa faute) et un buste -Tête bestiale-[16].
- 1922 : un buste en pierre -Tête de négresse- et un buste en plâtre -Tête d'homme- (étude)[17].
- 1923 : une statue en plâtre patiné -Mulâtresse jouant au dés- qui lui vaut l'attribution d'une mention honorable[18],[19].
- 1924 : deux bustes en plâtre -M. Sussel- et -M. Babani-[20].
- 1925 : un buste en plâtre -Mlle Grain-[21].
- 1927 : une grande sculpture en plâtre -Danseuse au tambourin-[22].

Dans le même temps elle produit de nombreuses autres sculptures dans le style Art déco qui mettent en valeur l'esthétisme du corps de la femme ou évoquent des thèmes intemporels dans des poses de nus reflétant son expérience acquise aux Beaux-arts.
Ces sculptures sont diffusées sous des signatures multiples « Claris Lévy, Clarisse Lévy, C. Lévy » par des éditeurs de renom : en bronze par les fondeurs Arthur Goldscheider, R. Patrouilleau, Ancienne Maison Colin, Susse Frères et Valsuani, en terre cuite ou en céramique par Kaza, éditeur de céramiques réputé de la fin des années 1920 et des années 1930 au 27 rue de Paradis à Paris (10e) qui propose en particulier des craquelés de grande taille particulièrement appréciés par une clientèle aisée de l'époque,. 

### À partir de la fin des années 1920

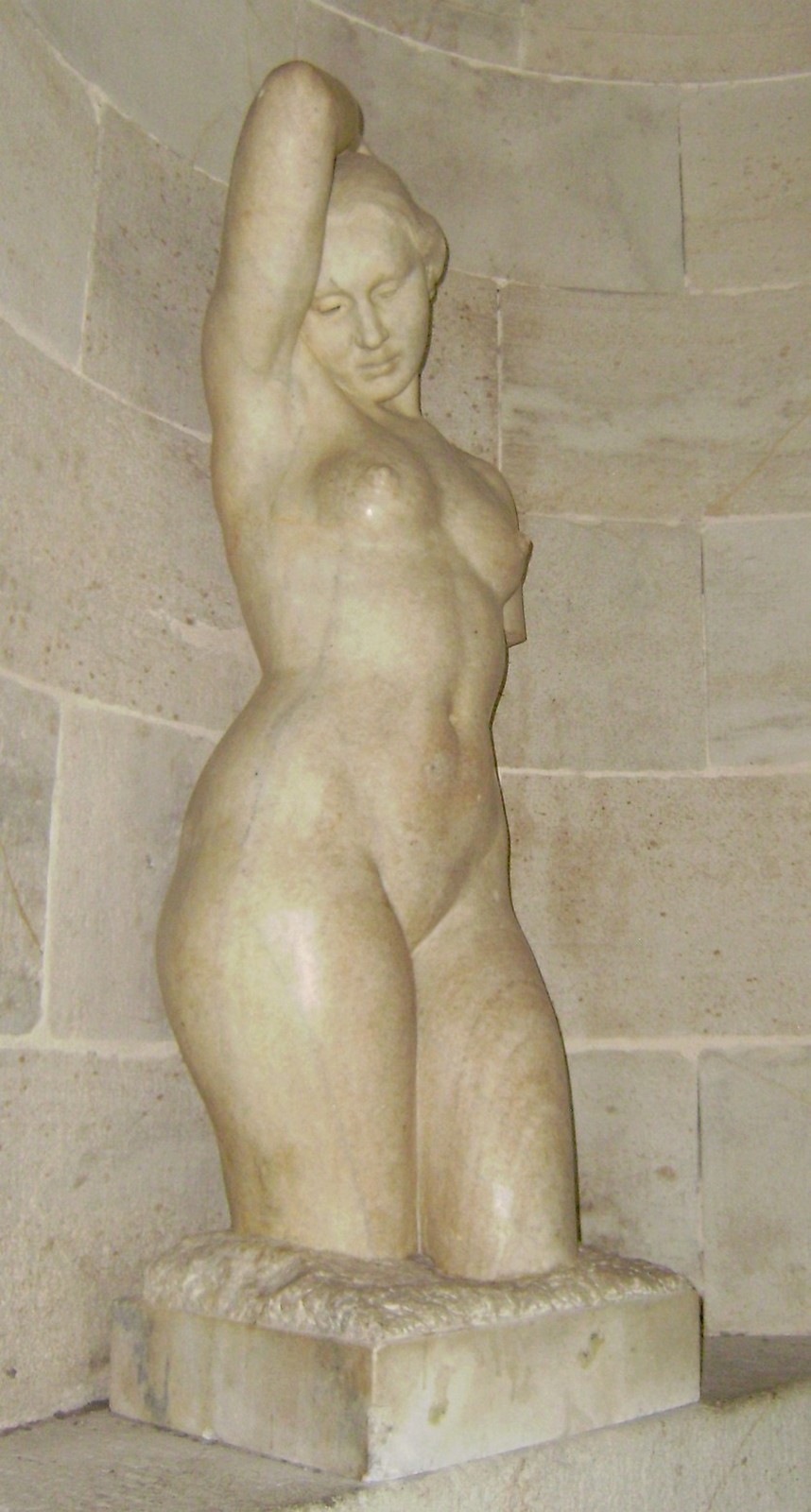
Jeune fille slave, marbre rose 1932, exposé salle des fêtes de Saint-Affrique.

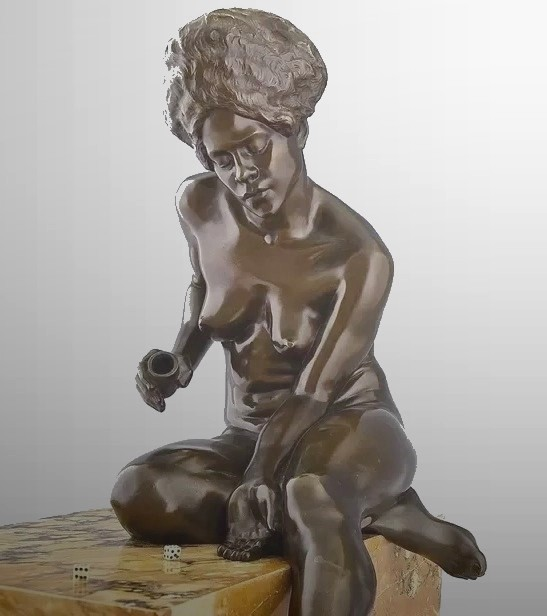
Mulâtresse joueuse de dés - bronze.

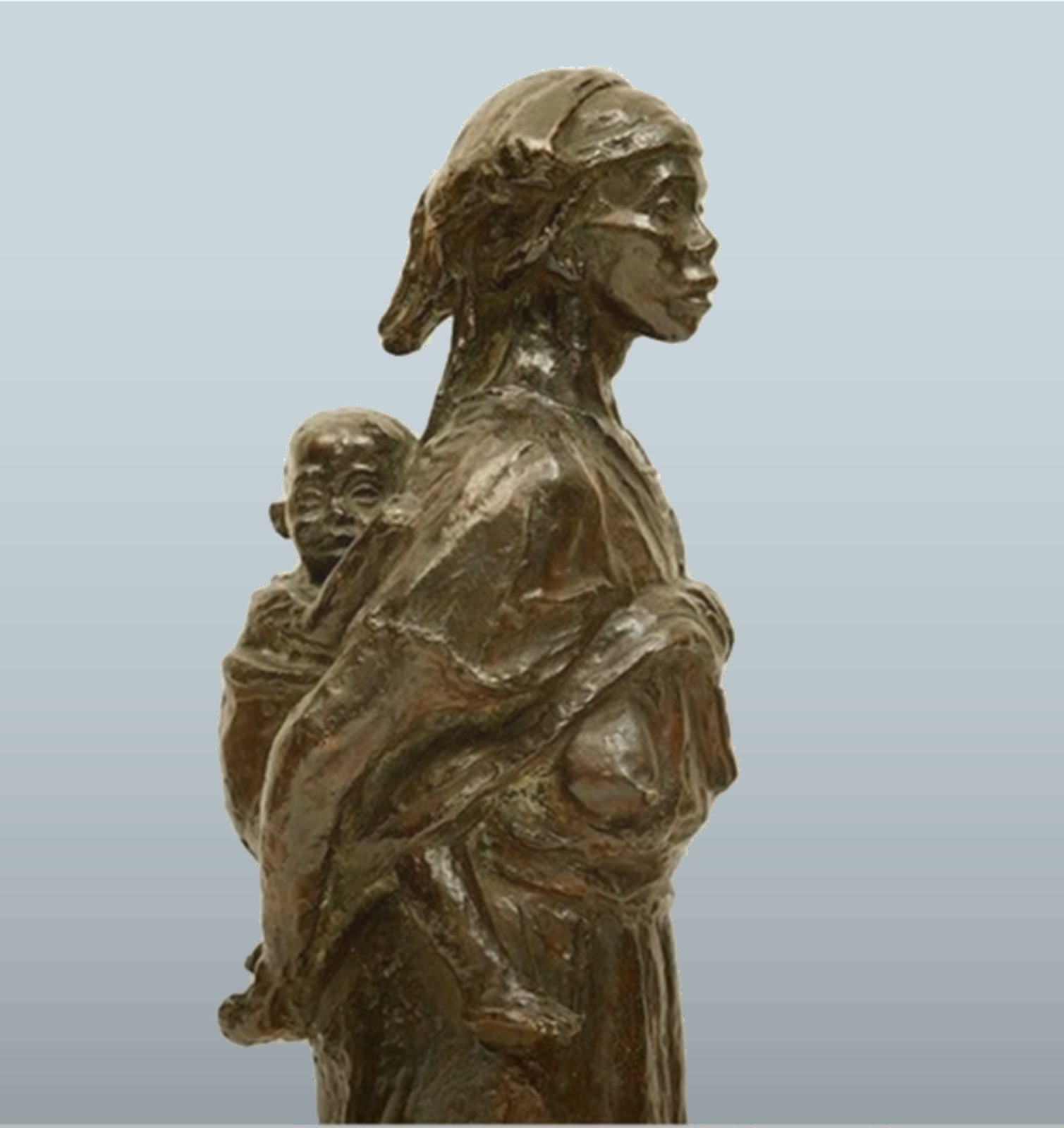
Mère et son enfant sur le dos - bronze.

La seconde période de sa carrière, à partir de la fin des années 1920, correspond à ses séjours dans les colonies et protectorats français. C'est le début de ses premiers vrais succès dans les expositions du Salon des artistes français. Ses œuvres sont signées « Clarisse Lévy-Kinsbourg » ou « C. Lévy-Kinsbourg » et, plus tard, « C. Kinsbourg-Lévy », « C.L. Kinsbourg », « L-Kinsbourg »ou simplement « Kinsbourg ».
En 1929, elle expose au Grand Palais une statue de pierre -Mulâtresse joueuse de dés-, probablement un aboutissement de la statue en plâtre qui lui valut une mention honorable en 1923. Elle reçoit une médaille d'argent pour cette nouvelle œuvre. La Ville de Paris en fait l'acquisition pour le Petit Palais. Cette sculpture sera ensuite éditée en bronze sur socle de marbre. La même année, elle reçoit le prix de Madagascar en suppléante.
En 1930, elle présente un buste en marbre jaune de Sienne -Tête asiatique- aux côtés d'un de ses maîtres François Sicard.
En 1931, elle réalise pour le Salon des artistes français une statue en pierre de Pouillenay -Danseuse cambodgienne- dont la ville de Paris fait l'acquisition,. Elle sera par la suite éditée en bronze par Susse Frères en différents formats. Le prix de la Compagnie Paquet lui est attribué par la Société coloniale des artistes français.
En 1932, elle reçoit le prix Louis-Dumoulin pour l'Algérie en suppléante. À la suite de l'exposition au Salon des artistes français, la Ville de Paris fait l'acquisition de Jeune fille slave, torse de marbre rose signé « C. Lévy-Kinsbourg,.
En 1933, elle expose un buste en onyx du Maroc -Jeune Marocaine de Fez-, un buste en marbre jaune de Sienne -Femme africaine- et un buste en bronze -Martiniquaise- au Salon colonial des artistes français. Par ailleurs, choisie parmi 17 candidats, la Ville de Paris lui attribue une bourse de 18000 F proposée par la Société coloniale des artistes français pour un séjour artistique d'un an en Afrique du Nord qui lui permet de se rendre l'année suivante au Maroc,. 
La même année, elle participe à un concours organisé par la Ville de Paris pour la présentation d'un buste de Marianne, plâtre à patine bronze, intitulé la République, photographié par Bernès-Marouteau & Cie son voisin d'atelier. Parmi douze œuvres de sculpteurs réputés, celle de Clarisse Lévy-Kinsbourg, signée « L-Kinsbourg », est choisie par le jury, en janvier 1934. Ce choix raisonnable ne souleva toutefois pas d'enthousiasme et n'échappa pas à quelques critiques parfois aux relents d'antisémitisme. Elle fut surtout éclipsée par la Marianne de Pierre-Marie Poisson commandée par Jean Mistler, sous-secrétaire d'État aux Beaux-arts, qui l'a fait inscrire au catalogue des Ateliers de moulage du Musée du Louvre.
En 1936, elle est invitée en même temps que son ex-beau-frère Marcel Armand Gaumont (1880-1962), lui aussi sculpteur, à l'exposition du dix-septième Groupe des Artistes de ce temps au Petit Palais et participe un mois plus tard à l'exposition du dix-huitième Groupe des Artistes de ce temps.
En 1937, au Salon des artistes français et de la Société nationale des Beaux-arts, elle présente un buste d'une Jeune arabe (ou Jeune fille de Marrakech). Sur commande du musée d'Art moderne de Paris pour l'Exposition universelle, elle réalise une statue de pierre reconstituée de 2,10 m intitulée Femme orientale debout et signée « C.L. Kinsbourg » qui lui vaut une médaille d'or, actuellement dans les collections du musée,,.
En 1939, elle expose un buste en marbre -Tunisienne du bled- ainsi qu'un buste en pierre -Petite fille Chleuh-,. Au Salon de la Société coloniale elle reçoit le prix de l'Afrique occidentale française en suppléante.
En 1940, au 2e Salon de la France d'Outre-mer au Grand Palais, elle propose un buste de pierre -Algérienne-, un buste de plâtre -Jeune Tunisienne- et une vitrine contenant des sujets coloniaux. Elle reçoit le prix Louis-Dumoulin pour l'Algérie et, en suppléante, le prix de l'Afrique occidentale française.
En 1946, au Salon des beaux-arts de la France d'outre-mer, elle présente -Tête africaine- en marbre jaune de Sienne et un buste en marbre rose intitulé Jeune fille porteuse d'eau signés "Kinsbourg",.
En 1948, à ce même Salon elle propose deux bustes en plâtre -Bédouine, région de Bizerte- et -Fillette de Tunis- ainsi qu'une sculpture en bois en taille directe intitulé Jeune Algérienne au turban,.
En 1949, elle expose une tête en plâtre stéariné -Mlle Solange Cang- et un nu féminin en bronze -Jeune Martiniquaise se coiffant-.
En 1950, elle présente un plâtre -Buste de Lucette, Le Trung-Cang- signé « Kinsbourg ». Deux bourses de voyage lui sont encore attribuées au Salon de la France d'outre-mer : le prix de Madagascar et, en suppléante, le prix de la Tunisie.
En 1955, trois sculptures sont exposées au Grand Palais : un buste en céramique -Martiniquaise-, un buste en pierre -Bédouine-, une statuette en terre cuite -Maternité (Bédouine)(Marocaine)-.
En 1957,elle propose un buste en bronze -Dallal-, un nu féminin en bronze doré -Danseuse cambodgienne- et un buste en marbre jaune de sienne -Africaine-.